# Île de Kimito
L'Île de Kimito (en finnois : Kemiönsaari, en suédois : Kimitoön) est l'île côtière la plus étendue de Finlande avec une superficie de 524 km2.

## Géographie
Elle est située dans la région de la Varsinais-Suomi dans la province de Finlande occidentale. Sa population s'élève à 7 500 habitants répartis entre les communes de Kimitoön et de Salo. L’île est bilingue avec une majorité parlant suédois.

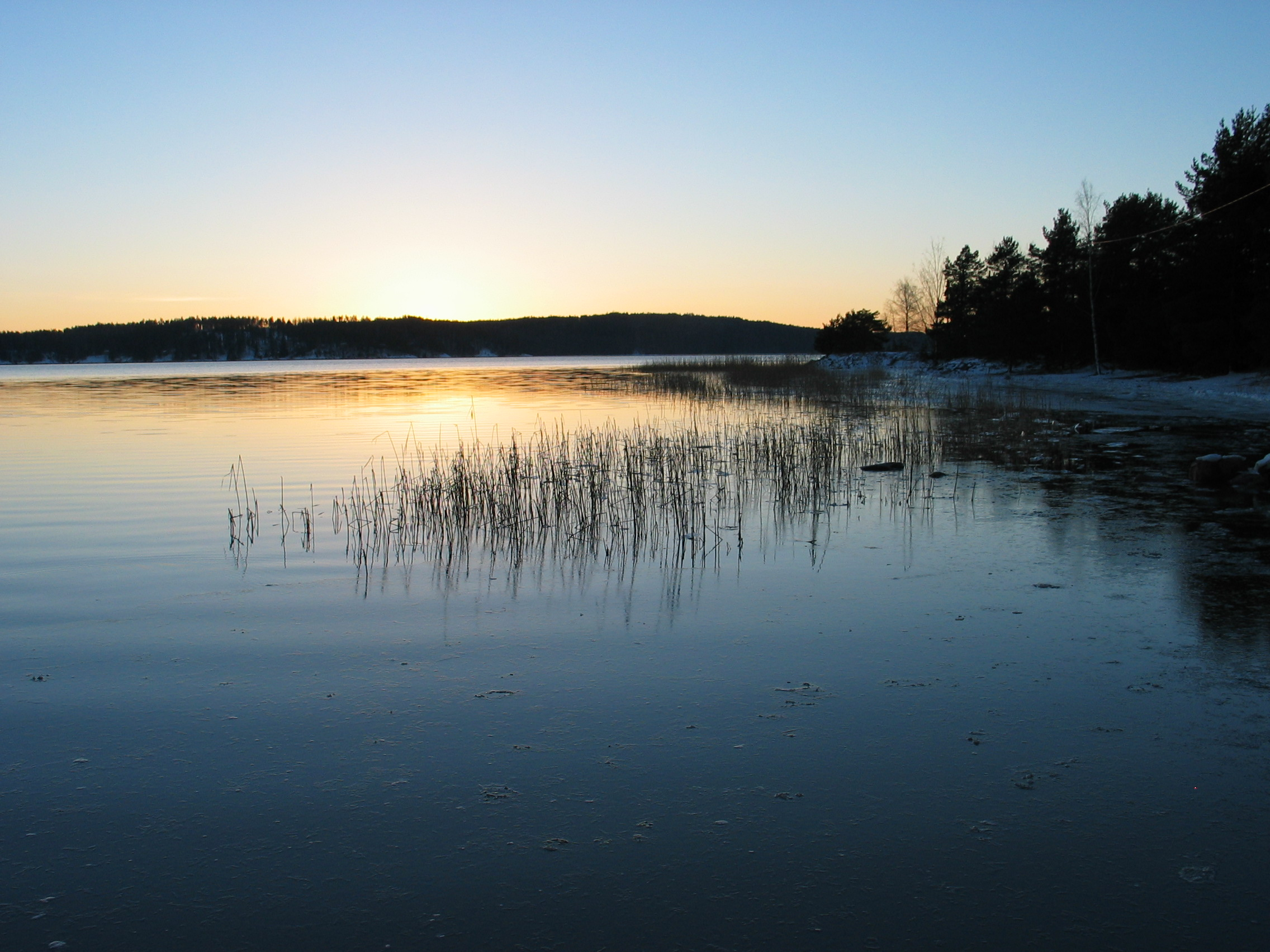
Une plage de Kimitoön.
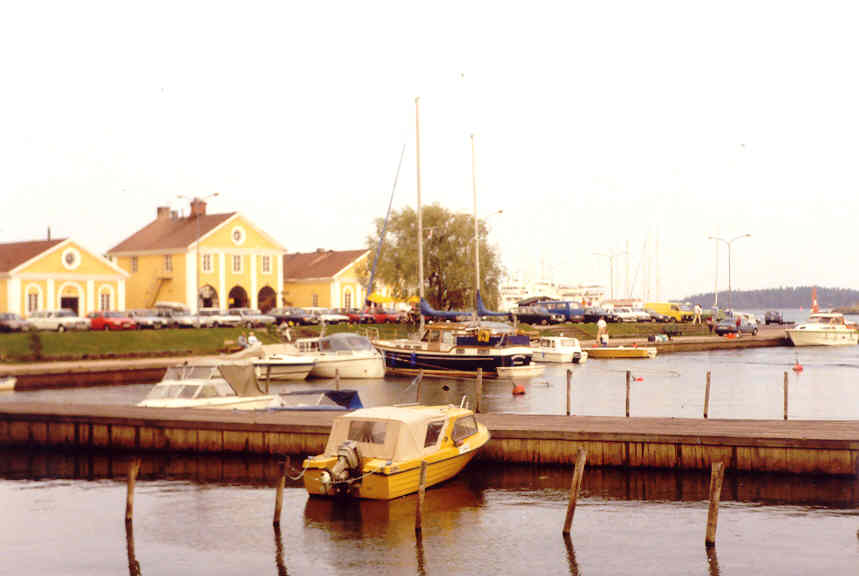
Magasins du port de Taalintehdas, 1830.